# Марсел Камю
Марсел Камю (на френски: Marcel Camus) е френски режисьор. 

## Биография
Роден е на 21 април 1912 година в Шап, североизточна Франция, в семейството на учител. След престой във военнопленнически лагер по време на Втората световна война започва работа в киното и е асистент на известни режисьори, като Жак Фейдер, Луис Бунюел и Жак Бекер. Снима и собствени филми, като с „Черният Орфей“ („Orfeu Negro“, 1959) придобива международна известност и печели „Златна палма“ и „Оскар“ за чуждоезичен филм.
Марсел Камю умира на 13 януари 1982 година в Париж.

## Избрана филмография
| година | филм          | оригинално заглавие | бележки |
| ------ | ------------- | ------------------- | ------- |
| 1959   | Черният Орфей | Orfeu Negro         |         |